# X+Y=LOVE
「X+Y=LOVE」（エックスプラスワイイコールラブ）は、1970年8月10日に発売されたちあきなおみのシングル。

## 解説
前作「四つのお願い」に続き、2作連続のオリコントップ10入りとなった。
1970年7月10日に発売されたアルバム『四つのお願い あなたに呼びかけるちきなおみ』からシングルカットされた。ちあきが「お色気アイドル路線」として活躍していた頃のシングルで、オリコン週間チャートに16週登場、週間最高5位を記録し、累計で約22万枚を売り上げるヒット曲になった。また同年、バスガイド役で出演した松竹映画「喜劇 冠婚葬祭入門」に本作を歌うシーンがある。
本楽曲が完成した際、作詞の白鳥朝詠が旅先の温泉宿から「（鈴木）淳さん、面白い詞が出来たから、曲を付けてみてよ。」と、電話で作曲の鈴木淳に「メモ」を取らせた。歌詞を見た鈴木は「何じゃこれは数学の方程式じゃない」と言ったところ、白鳥は電話の向こうで笑っていたという。

## 収録曲
（全作曲：鈴木淳）
1. X+Y=LOVE [3:18]
作詞：白鳥朝詠／編曲：森岡賢一郎
2. 想い出なんてほしくない [3:26]
作詞：悠木圭子／編曲：小谷充

## カバー
- アイリーン・チャン（香港） - 中国語版でシングルを発売。